# Isla Mujeres
Cet article concerne la municipalité. Pour l'île, voir Isla Mujeres (île).
Isla Mujeres est le nom d'une municipalité de l'État mexicain du Quintana Roo, située à l'extrémité au nord-est de la péninsule du Yucatán, bordant la mer des Caraïbes. Elle est composée d'environ 15 000 habitants pour une superficie de 1,1 km². Elle couvre l'extrémité nord-est de l'État ainsi que l'île Isla Mujeres.

## Géographie
La majeure partie de la population habite dans la ville et sur l'île du même nom située à environ 13 km en face de Cancún. Elle mesure 7 km de long et seulement 650 m de large. C'est le point le plus à l'est du territoire mexicain.
C'est une île consacrée entièrement au tourisme avec ses nombreux sites de plongée sous-marine réputés pour leur coraux.
La région est soumise, à l'instar de toute la zone des Caraïbes, à de violents ouragans au moment de la saison humide.

## Histoire
L'île était à l'époque maya un lieu de culte d'Ix Chel, la déesse de la Lune et de la fécondité. C'est en voyant de nombreux temples et de statues de femmes, que Francisco Hernández de Córdoba un conquistador espagnol la nomma Isla Mujeres, « île des femmes » en français. Couvrant 800 m2, les 500 statues immergées en mer (entre 4 et 8 m de profondeur) depuis 2009 sont l'œuvre du sculpteur britannique Jason deCaires Taylor. Ce musée sous-marin s'appelle le MUSA (Museo Subacuático de Arte). Il est divisé en deux parties : le salon Machones a une profondeur de huit mètres et convient aussi bien aux plongeurs en scaphandre autonome qu'aux plongeurs en apnée. Le salon Nizuc (-4 m de profondeur) n'est autorisé que pour la plongée en apnée.